# Domäne Wachau

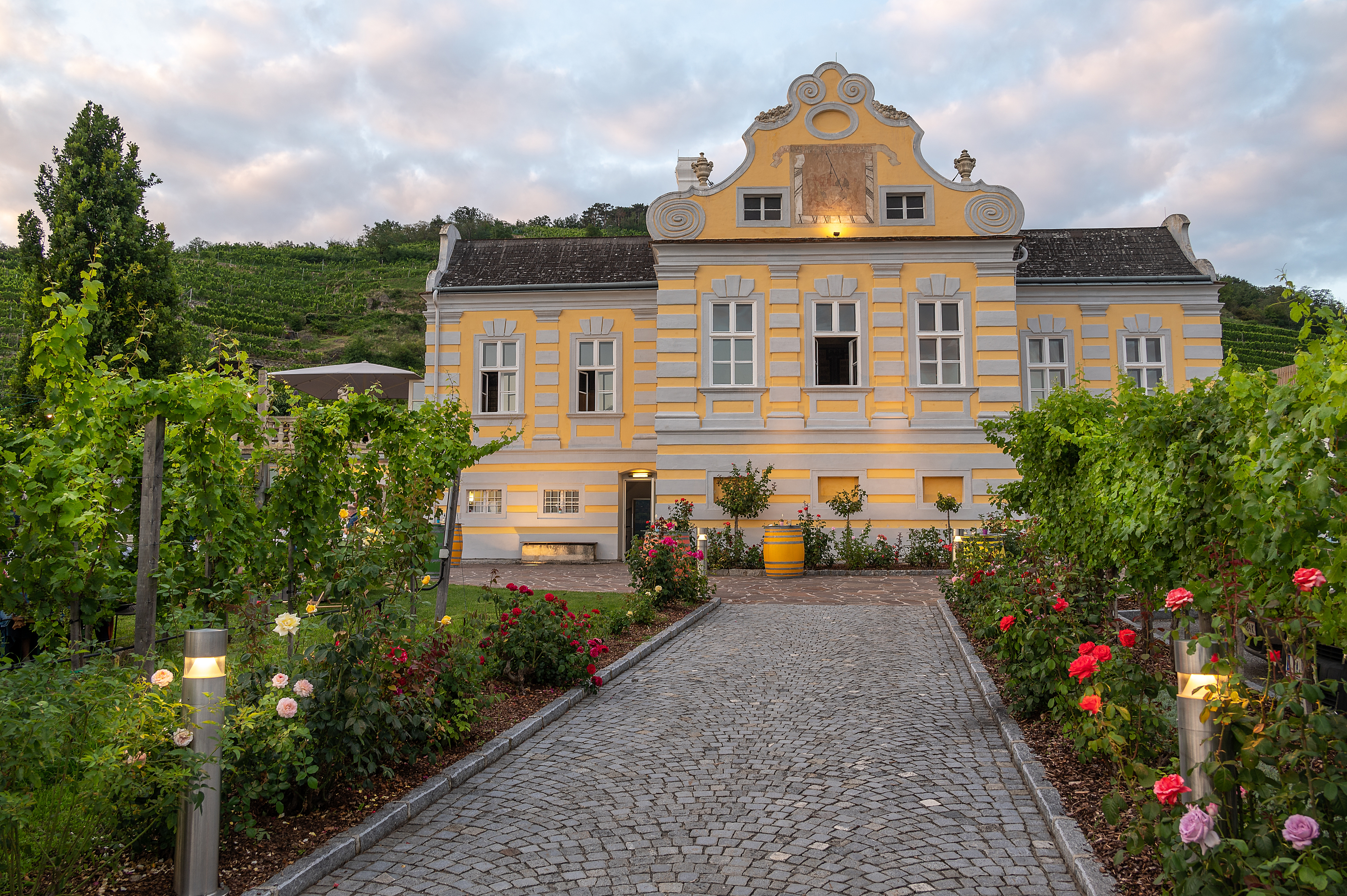
Kellerschlössel Dürnstein

Die Domäne Wachau, ehemals Freie Weingärtner Wachau (bis 2008), ist ein bekanntes Weingut in Österreich. Es liegt außerhalb der Stadtmauern von Dürnstein im Weinbaugebiet Wachau.

## Geschichte
Die erste bekannte urkundliche Erwähnung fand als Weingut der Herrschaften von Dürnstein und Thal Wachau schon 1137 statt. Die Besitzer des Gutes, wozu für kurze Zeit auch die Habsburger zählten, wechselten mehrmals. Schließlich gelangte es in den Besitz der Starhemberger. Um 1790 kauften sie die Weingärten und das Kellerschlössel aus dem Nachlass des im Jahr 1788 säkularisierten Chorherrenstiftes Dürnstein. Ernst Rüdiger von Starhemberg verkaufte seine Domäne dann in den 1930er Jahren den Weingartenpächtern. Dies führte auch zur Gründung der Winzergenossenschaft Wachau.
Die qualitätsorientierte Genossenschaft mit Sitz in Dürnstein zählen Fachleute zu den führenden Weinbaubetrieben Österreichs und zu den weltweit besten Genossenschaften. Seit 1990 firmierte das Weingut unter dem Namen „Freie Weingärtner Wachau“, zu Beginn des Jahres 2008 erfolgte die Umbenennung in „Domäne Wachau“. Das Unternehmen ist unabhängig, das Ziel des Unternehmens ist die Förderung seiner Mitglieder. Diese erfolgt über die jährliche Festsetzung der Traubenpreise, die an die Mitglieder ausbezahlt werden. Die Trauben, die von der Domäne Wachau verarbeitet werden, stammen ausschließlich aus der Wachau und den Weingärten der Domäne Wachau-Winzer, es werden keinerlei Trauben oder Wein von außerhalb der Wachau zugekauft. Alle Weine werden ausnahmslos in den eigenen Kelleranlagen direkt am Weingut ausgebaut.

## Unternehmen – Domäne Wachau
Die Domäne Wachau wird von einem Vorstand vertreten, der von den Mitgliedern gewählt wird und dem ein Obmann, Josef Bergkirchner, vorsteht. Im Aufgabenbereich des Obmanns liegt die Interessensvertretung der Mitglieder, die Leitung des Vorstandes und die Moderation zwischen Vorstand und der Geschäftsführung. Die Geschäftsführung liegt beim kaufmännischen Leiter des Weinguts, Roman Horvath MW. Als Kontrollorgane fungieren der Aufsichtsrat sowie die jährliche Generalversammlung aller Mitglieder.
Die Weingärten, die sich zu rund 2/3 auf steilen Terrassenlagen befinden, werden per Hand gelesen und selektioniert und in den 2018 erneuerten Kelleranlagen in Dürnstein verarbeitet, vinifiziert und ausgebaut. Das Logo der Domäne Wachau stellt die Vorderansicht des Kellerschlössels dar.
Die Domäne Wachau bewirtschaftet mit rund 200 Weinhauerinnen und Weinhauern eine Rebfläche von insgesamt rund 400 Hektar – etwa 30 % der gesamten Wachauer Rebfläche. Von dieser Fläche werden 160 Hektar nach biologischen Richtlinien bewirtschaftet. Im Zuge eines sogenannten Bonitur-Systems werden die Weinhauer und Weinhauerinnen schon während der Vegetationsperiode von einem Weinbauberater begleitet, um die bestmögliche Qualität der Rebstöcke und der Trauben gewährleisten zu können.

## Weine

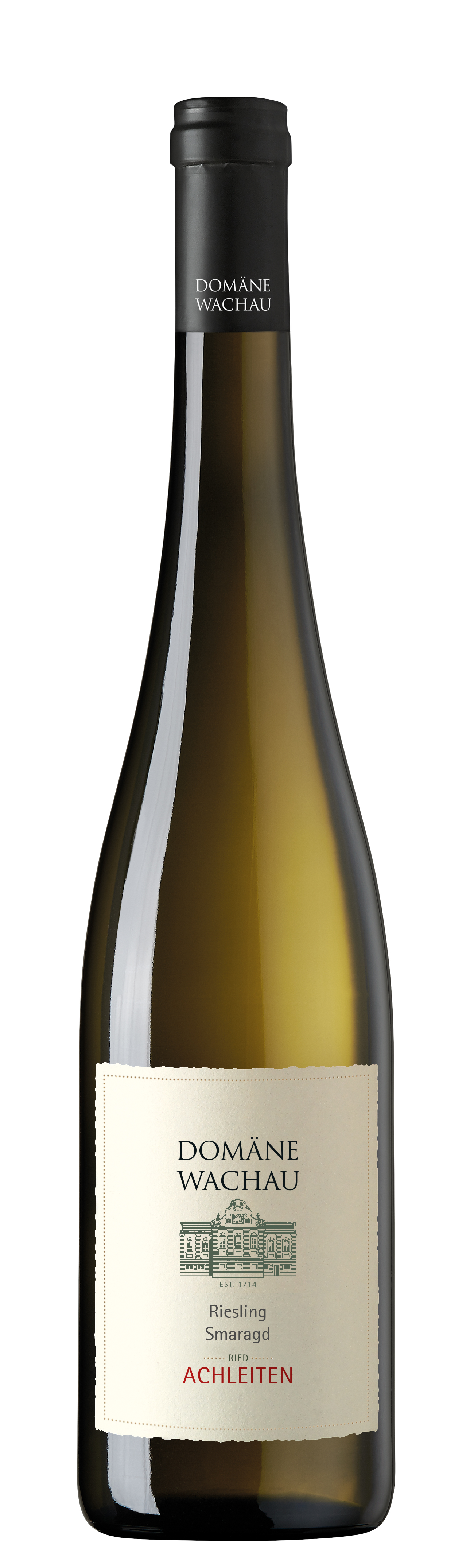
Riesling Smaragd Ried Achleiten von der Domäne Wachau

Domäne Wachau Rieden Weine: Dies sind die charaktervollsten und ausdrucksstärksten Weine. Die Rieden der Domäne Wachau: Kollmütz, Kollmitz, Pichlpoint, Kaiserberg, Liebenberg, Loibenberg, Kreuzberg, Trenning, Bruck, 1000-Eimer-Berg, Steinriegl, Schön, Axpoint, Achleiten, Kellerberg, Kirnberg, Brandstatt, Singerriedel.
Domäne Wachau Terrassen: Diese Weine sind Rieden-Cuvées von kleinsten Wachauer Urgesteins-Weingärten, welche in den Stilen Steinfeder, Federspiel und Smaragd angeboten werden. Sie stammen aus Wachauer Terrassenlagen, von denen ein Einzelausbau aufgrund der kleinen Fläche nicht sinnvoll wäre.
Domäne Wachau Himmelstiege: Die Himmelstiege, ausgewählte Trauben vom rechten Ufer der Donau und bereits vor vielen Jahren ein beliebter Wachauer Wein, bietet die Domäne Wachau als klassischen Wachauer Federspiel und Smaragd aus Grünem Veltliner an. Diese traditionsreichen Weine bieten Struktur und Eleganz.
Domäne Wachau Backstage: Weine abseits der klassischen Wachauer Stile. Diese Linie der Domäne Wachau steht für rare Rebsorten, ungewohnten Weinen und alternativen Ausbau in Amphoren, im Betonei, in Granit- & Marmorfässern oder im kleinen Holzfass.
Rebsorten: Grüner Veltliner (70 %), Riesling (20 %), Neuburger, Pinot Blanc, Chardonnay, Gelber Muskateller, Blauer Zweigelt, Pinot Noir, Roter Traminer, 
Die Jahresproduktion beträgt je nach Ernte zwischen 2,5 und 3 Millionen Flaschen. Im Altweinarchiv der Domäne Wachau lagern Weine zurück bis ins Jahr 1947.

## Sonstiges

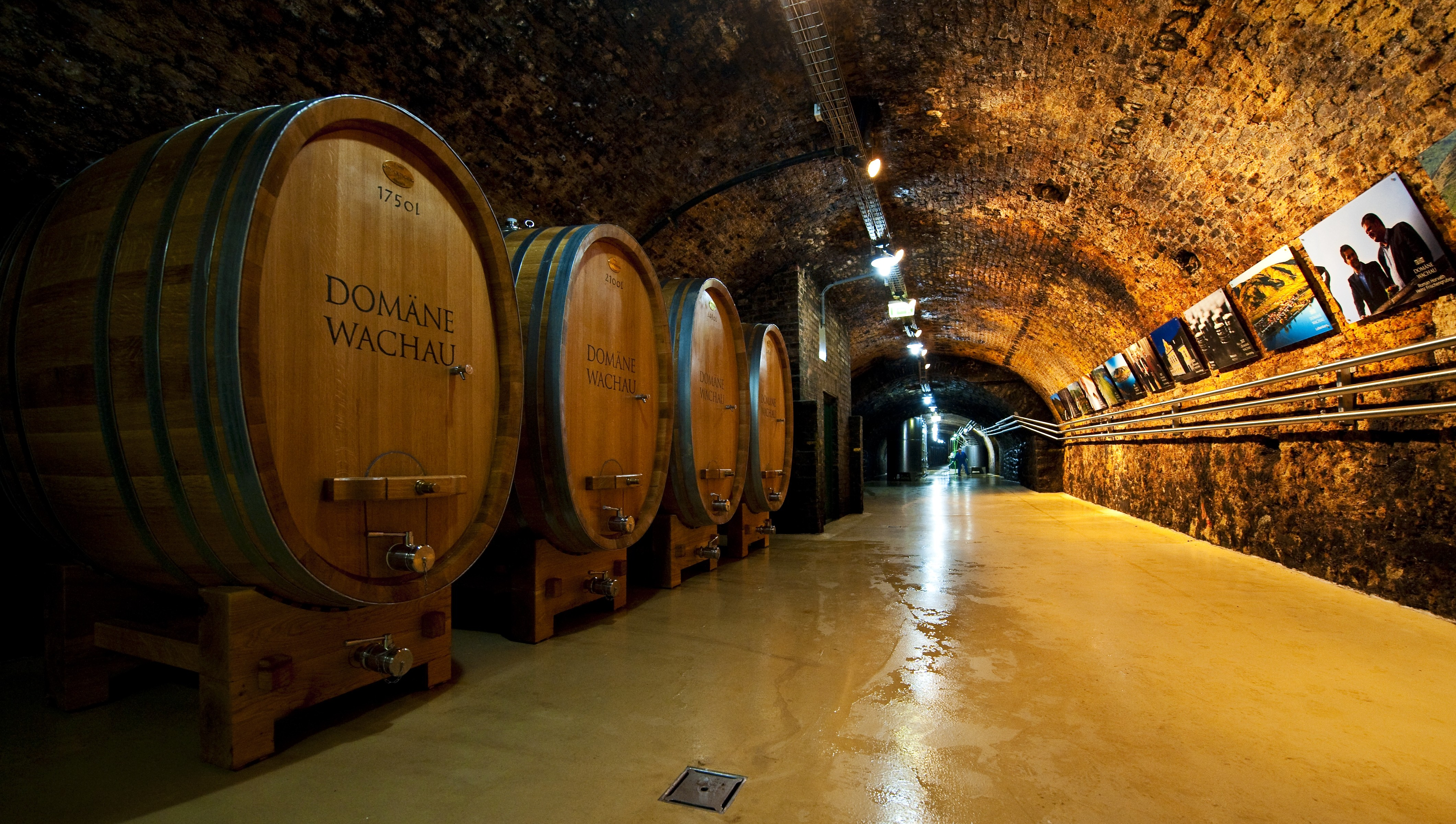
Fasskeller der Domäne Wachau

Dürnsteiner Katzensprung war die Bezeichnung für einen kleinen, überaus steilen Weingarten. Dieser wird heute nicht mehr bewirtschaftet. Berühmt wurde der Jahrgang 1954 durch Leopold Figl. Schon bei den Verhandlungen zum Staatsvertrag in Moskau hatte die österreichische Verhandlungsdelegation den Katzensprung als Gastgeschenk überreicht. Er wurde auch der Staatsvertragswein, der beim Bankett nach der Vertragsunterzeichnung kredenzt wurde.
Heute ist Katzensprung ein Grüner Veltliner Federspiel Gebietswein in typischer eleganter Wachauer Charakteristik.